# Тройной золотой клуб

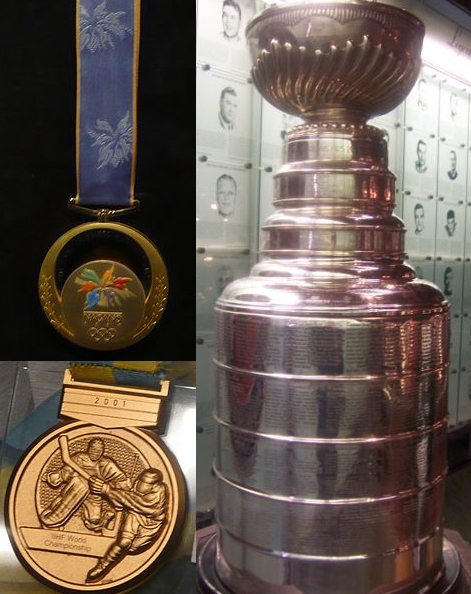
Хоккейная «триада» — золото Зимних Олимпийских игр, золото чемпионата мира, Кубок Стэнли

«Тройно́й золото́й клуб» (англ. Triple Gold Club) — спортивный термин, используемый для обозначения хоккеистов, выигравших золотые медали на зимних Олимпийских играх, чемпионате мира и завоевавших Кубок Стэнли.
Международная федерация хоккея на льду рассматривает победителей этих трёх турниров как членов самого выдающегося хоккейного клуба (англ. Hockey’s most distinguished membership). По состоянию на 2022 год клуб включает 30 хоккеистов и одного хоккейного тренера из пяти стран. 

## История
Первыми членами «Тройного золотого клуба» стали Томас Юнссон, Матс Неслунд и Хокан Лооб — 27 февраля 1994 года сборная Швеции выиграла золото на зимних Олимпийских играх в Лиллехаммере. Термин стал особо популярным после зимних Олимпийских игр в Солт-Лейк-Сити, после которых членами «Тройного золотого клуба» впервые стали представители Канады. 8 мая 2007 года Международная федерация хоккея на льду объявила о своём намерении организовать клуб и награждать игроков, которые выиграли каждое из трёх таких соревнований. Первая церемония награждения должна была состояться во время чемпионата мира 2008 года, однако затем была перенесена на первый Кубок Виктории в сентябре 2008 года.
В состав «Тройного золотого клуба» входят 30 хоккеистов — 11 канадцев, 9 шведов, 7 россиян, 2 чеха и 1 финн. 10 хоккеистов — защитники, остальные 20 — нападающие; вратарей в составе клуба нет. Среди членов «Тройного золотого клуба» шведам Никласу Крунваллю, Микаэлю Самуэльссону и Хенрику Зеттербергу принадлежит наименьшее время с момента завоевания первого из трофеев хоккейной триады до вступления в Клуб (золото зимних Олимпийских игр 2006, золото чемпионата мира 2006 и победа в Кубке Стэнли 2008). Вячеслав Фетисов уже в 20 лет одержал победу на одном из соревнований хоккейной «триады» — чемпионате мира 1978. Вячеслав Фетисов, Игорь Ларионов и Петер Форсберг — единственные члены Клуба, по меньшей мере два раза побеждавшие на каждом из соревнований хоккейной «триады». А восемь членов Клуба завоёвывали Кубок Стэнли в составе «Детройт Ред Уингз» — больше, чем любой другой клуб Национальной хоккейной лиги.
10 игроков из числа членов Клуба (восемь канадцев и двое россиян) выигрывали также Кубок мира или Кубок Канады. Российский хоккеист Павел Дацюк является единственным членом Клуба, который выигрывал Кубок Гагарина.
Канадец Майк Бэбкок стал первым тренером — членом клуба. Это произошло 28 февраля 2010 года, когда возглавляемая им сборная Канады выиграла золото Олимпиады в Ванкувере. Ранее сборная под его руководством выигрывала чемпионат мира в 2004 году, а клуб «Детройт Ред Уингз» завоёвывал Кубок Стэнли в 2008 году.

## Хоккейная «триада»
Международная федерация хоккея с шайбой рассматривает хоккейную триаду как три наиболее значимые для спорта соревнования. Клуб был охарактеризован как «современное братство», поскольку до 1977 профессиональным хоккеистам Национальной хоккейной лиги не разрешалось выступать на чемпионатах мира и Олимпийских играх, которые были предназначены для спортсменов-любителей. Кроме того, несколько европейских хоккеистов выступали в НХЛ ещё до падения «Железного занавеса» в 1989 году.

### Золото зимних Олимпийских игр
Впервые ледовый хоккейный турнир был проведен в рамках летних Олимпийских игр 1920 года, а затем был включён в программу зимних Олимпийских игр 1924 года. Первоначально Олимпийские игры предназначались для спортсменов-любителей, и в них не могли участвовать игроки из НХЛ и других профессиональных лиг. Первые три десятилетия на льду безраздельно властвовала Канада, выиграв пять из шести золотых олимпийских медалей. В 1956 году участие в зимних Олимпийских играх впервые принял Советский Союз, который затем обошёл Канаду по числу золотых медалей, победив в семи зимних Олимпиадах из девяти. На зимних Олимпийских играх 1980 года сборная США по хоккею сенсационно обыграла сборную СССР и завоевала второе олимпийское золото в своей истории. Великобритания завоёвывала золото в 1936 году, Швеция — в 1994 и 2006 годах, Чехия — в 1998 году.
Поскольку многие из лучших канадских хоккеистов, играющих в НХЛ, были профессионалами, Канадская ассоциация любительского хоккея активно выступала за участие в Олимпийских играх спортсменов-профессионалов. В итоге, после долгих дискуссий вокруг статуса профессионала, Международный олимпийский комитет разрешил всем спортсменам участвовать в Олимпийских играх, начиная с 1988 года. Также Лига выступала за перенос олимпийского хоккейного турнира, поскольку по времени он приходился на разгар сезона в НХЛ, и для участия канадских спортсменов в Олимпиаде сезон пришлось бы приостанавливать. Соглашение было достигнуто, и с 1998 игроки НХЛ смогли полноценно участвовать в зимних Олимпийских играх.

### Золото чемпионата мира
Чемпионат мира по хоккею с шайбой — ежегодное спортивное соревнование, организуемое Международной федерацией хоккея на льду. Это самый престижный профильный ежегодный международный турнир. Первый чемпионат мира состоялся в рамках летних Олимпийских игр 1920 года. Первый индивидуальный чемпионат мира состоялся в 1930 году при участии 12 команд. Нынешний формат проведения соревнований представляет собой 16 сборных из высшего дивизиона, 12 сборных из первого дивизиона и 12 сборных из второго дивизиона. Если же сборных больше 40, то остальные соревнуются в третьем дивизионе.
В период с 1930 по 1952 год Канада побеждала на чемпионатах мира 12 раз и уверенно доминировала на мировой арене. С 1954 года СССР также стал участвовать в чемпионатах мира, и вскоре он стал главным конкурентом Канады. В период с 1963 до 1991 год советские хоккеисты одержали победы на 20 чемпионатах мира. За этот период только двум другим сборным удалось завоёвывать медали — Чехословакии и Швеции. В 1992 году участие на чемпионатах мира впервые приняла Россия, а в 1993 году — Чехия и Словакия.

### Кубок Стэнли
Кубок Стэнли — трофей, ежегодно вручаемый победителю плей-офф НХЛ. Это старейший профессиональный спортивный приз в Северной Америке, окруженный большим количеством легенд и традиций, старейшей из которых является традиция пить шампанское из чаши Кубка. В отличие от главных трофеев трех других главных спортивных североамериканских лиг, Кубок Стэнли — переходящий приз, обладатель которого передает Кубок следующему победителю. Это единственный спортивный трофей, на котором выгравированы имена всех его обладателей, включая игроков, тренеров, менеджмент и обслуживающий персонал команды-победительницы. Первоначально Кубок был сделан из серебра и имел размеры 18.5 сантиметров в высоту и 29 сантиметров в диаметре. Современный Кубок Стэнли с копией оригинальной чаши на вершине, сделан из сплава серебра и никеля. Его высота 89.54 сантиметра, а вес — 15.5 килограмм.
Первоначально называвшийся «Хоккейный Кубок вызова», приз был подарен генерал-губернатором Канады лордом Стэнли в 1892 году как награда лучшей любительской команде Канады. В 1915 году две профессиональные хоккейные организации, Национальная хоккейная ассоциация и Тихоокеанская хоккейная ассоциация, заключили джентльменское соглашение, согласно которому их действующие чемпионы в матче между собой должны были определять обладателя Кубка Стэнли. После серии слияний и поглощений лигами друг друга, Кубок Стэнли де-факто в 1926 году превратился в награду лучшей команде НХЛ. Де-юре это произошло в 1947 году.

## Члены Клуба
Информация приведена согласно сайту IIHF.com
Обозначения
|                                                                             | Действующий игрок         |
|                                                                             | Член Зала хоккейной славы |
| Полужирным выделен титул, принёсший игроку членство в Тройном золотом клубе |                           |

| № п/п | Игрок               | Вступление в клуб | Золото зимних Олимпийских игр | Золото чемпионата мира                        | Кубок Стэнли                                         |
| ----- | ------------------- | ----------------- | ----------------------------- | --------------------------------------------- | ---------------------------------------------------- |
| 1     | Томас Юнссон        | 27 февраля 1994   | Швеция 1994                   | Швеция 1991                                   | Нью-Йорк Айлендерс 1982, 1983                        |
| 2     | Матс Неслунд        | 27 февраля 1994   | Швеция 1994                   | Швеция 1991                                   | Монреаль Канадиенс 1986                              |
| 3     | Хокан Лооб          | 27 февраля 1994   | Швеция 1994                   | Швеция 1987, 1991                             | Калгари Флэймз 1989                                  |
| 4     | Валерий Каменский   | 10 июня 1996      | СССР 1988                     | СССР 1986, 1989, 1990                         | Колорадо Эвеланш 1996                                |
| 5     | Алексей Гусаров     | 10 июня 1996      | СССР 1988                     | СССР 1986, 1989, 1990                         | Колорадо Эвеланш 1996                                |
| 6     | Петер Форсберг      | 10 июня 1996      | Швеция 1994, 2006             | Швеция 1992, 1998                             | Колорадо Эвеланш 1996, 2001                          |
| 7     | Вячеслав Фетисов    | 7 июня 1997       | СССР 1984, 1988               | СССР 1978, 1981, 1982, 1983, 1986, 1989, 1990 | Детройт Ред Уингз 1997, 1998                         |
| 8     | Игорь Ларионов      | 7 июня 1997       | СССР 1984, 1988               | СССР 1982, 1983, 1986, 1989                   | Детройт Ред Уингз 1997, 1998, 2002                   |
| 9     | Александр Могильный | 10 июня 2000      | СССР 1988                     | СССР 1989                                     | Нью-Джерси Девилз 2000                               |
| 10    | Владимир Малахов    | 10 июня 2000      | Объединённая команда 1992     | СССР 1990                                     | Нью-Джерси Девилз 2000                               |
| 11    | Роб Блейк           | 24 февраля 2002   | Канада 2002                   | Канада 1994, 1997                             | Колорадо Эвеланш 2001                                |
| 12    | Джо Сакик           | 24 февраля 2002   | Канада 2002                   | Канада 1994                                   | Колорадо Эвеланш 1996, 2001                          |
| 13    | Брендан Шэнахэн     | 24 февраля 2002   | Канада 2002                   | Канада 1994                                   | Детройт Ред Уингз 1997, 1998, 2002                   |
| 14    | Скотт Нидермайер    | 9 мая 2004        | Канада 2002, 2010             | Канада 2004                                   | Нью-Джерси Девилз 1995, 2000, 2003 Анахайм Дакс 2007 |
| 15    | Яромир Ягр          | 15 мая 2005       | Чехия 1998                    | Чехия 2005, 2010                              | Питтсбург Пингвинз 1991, 1992                        |
| 16    | Иржи Шлегр          | 15 мая 2005       | Чехия 1998                    | Чехия 2005                                    | Детройт Ред Уингз 2002                               |
| 17    | Никлас Лидстрём     | 26 февраля 2006   | Швеция 2006                   | Швеция 1991                                   | Детройт Ред Уингз 1997, 1998, 2002, 2008             |
| 18    | Фредрик Модин       | 26 февраля 2006   | Швеция 2006                   | Швеция 1998                                   | Тампа-Бэй Лайтнинг 2004                              |
| 19    | Крис Пронгер        | 6 июня 2007       | Канада 2002, 2010             | Канада 1997                                   | Анахайм Дакс 2007                                    |
| 20    | Никлас Крунвалль    | 4 июня 2008       | Швеция 2006                   | Швеция 2006                                   | Детройт Ред Уингз 2008                               |
| 21    | Хенрик Зеттерберг   | 4 июня 2008       | Швеция 2006                   | Швеция 2006                                   | Детройт Ред Уингз 2008                               |
| 22    | Микаэль Самуэльссон | 4 июня 2008       | Швеция 2006                   | Швеция 2006                                   | Детройт Ред Уингз 2008                               |
| 23    | Эрик Стаал          | 28 февраля 2010   | Канада 2010                   | Канада 2007                                   | Каролина Харрикейнз 2006                             |
| 24    | Джонатан Тэйвз      | 9 июня 2010       | Канада 2010, 2014             | Канада 2007                                   | Чикаго Блэкхокс 2010, 2013, 2015                     |
| 25    | Патрис Бержерон     | 15 июня 2011      | Канада 2010, 2014             | Канада 2004                                   | Бостон Брюинз 2011                                   |
| 26    | Сидни Кросби        | 17 мая 2015       | Канада 2010, 2014             | Канада 2015                                   | Питтсбург Пингвинз 2009, 2016, 2017                  |
| 27    | Кори Перри          | 22 мая 2016       | Канада 2010, 2014             | Канада 2016                                   | Анахайм Дакс 2007                                    |
| 28    | Павел Дацюк         | 25 февраля 2018   | ОСР 2018                      | Россия 2012                                   | Детройт Ред Уингз 2002, 2008                         |
| 29    | Джей Боумистер      | 12 июня 2019      | Канада 2014                   | Канада 2003, 2004                             | Сент-Луис Блюз 2019                                  |
| 30    | Валттери Филппула   | 29 мая 2022       | Финляндия 2022                | Финляндия 2022                                | Детройт Ред Уингз 2008                               |

### Тренеры
| Тренер      | Вступление в клуб | Золото Зимних Олимпийских игр | Золото чемпионата мира | Кубок Стэнли           |
| ----------- | ----------------- | ----------------------------- | ---------------------- | ---------------------- |
| Майк Бэбкок | 28 февраля 2010   | Канада 2010, 2014             | Канада 2004            | Детройт Ред Уингз 2008 |

### Количество игроков Тройного золотого клуба  по странам
| 11 | Канада |

| 9 | Швеция |

| 7 | Россия |

| 2 | Чехия |

| 1 | Финляндия |